# Aonidomytilus concolor
Aonidomytilus concolor är en insektsart som först beskrevs av Cockerell 1893.  Aonidomytilus concolor ingår i släktet Aonidomytilus och familjen pansarsköldlöss. Inga underarter finns listade i Catalogue of Life.